# Vicus van Ockenburgh

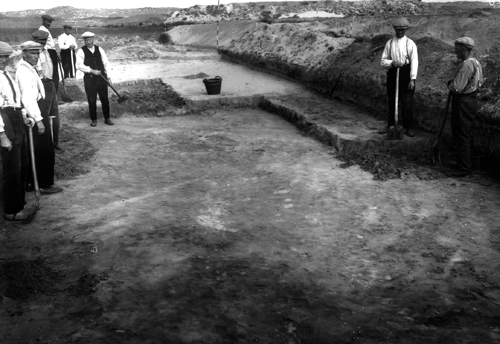
De opgravingen van Holwerda bij Ockenburgh, met de inzet van werklozen.

De Vicus van Ockenburgh is een geromaniseerde nederzetting uit de 2e eeuw na Chr. met een klein Romeins fort, dat gelegen was in de duinen bij de huidige wijk Ockenburg in het uiterste westen van Den Haag. Ockenburgh is daarmee de grootste Romeinse vindplaats in de gemeente Den Haag. Het fort is waarschijnlijk rond het jaar 150 gebouwd en werd ca. 30 jaar later verlaten. Dit blijkt uit het gevonden aardewerk.

## Archeologisch onderzoek

### Pabon
Nicolaas Pabon, conservator bij het Haagse gemeentearchief, deed in de late jaren '20 archeologisch onderzoek naar een oude weg van Romeins-Germaanse oorsprong die van Monster, waar in de Romeinse tijd de Oude Maas in zee uitmondde, naar de Oude Rijn zou hebben gelopen. Langs het hypothetische tracé van deze zogenaamde "Rijnweg" vond hij vanaf Monster noordwaarts over een lengte van 10 km een onafgebroken, aaneengesloten Germaanse bewoning door grondsporen van hutten, omwallingen, grote hoeveelheden scherven en graven met gecremeerde skeletresten (zogenaamde brandgraven). Midden in deze bewoning bevond zich een groot centrum van Romeinse cultuur. Zwaar omwalde terreinen, talloze scherven van Romeinse gebruiksvoorwerpen, stukken van dakpannen, munten ed. leverden daarvoor volgens hem onloochenbaar aanwijzingen. De vondsten werden gezien als een bewijs dat de "Rijnweg" inderdaad bestaan had.

### Holwerda
Deze vondsten en duidingen brachten de toenmalige directeur van het Leidse Rijksmuseum van Oudheden, Dr. J.H. Holwerda, ertoe om hier van 1930 t/m 1936 zeven jaar lang elke zomer een aantal weken opgravingen te verrichten, een grootschalig onderzoek met talrijke terreinmoeilijkheden en beperkte middelen. Subsidie kwam van de Gemeente Den Haag. De archeoloog leidde eerder opgravingen bij Nijmegen. Hij verwachtte een zeer uitgebreide en belangrijke nederzetting te vinden. Het graafwerk werd op voorwaarde van de gemeente gedaan door tewerkgestelde werklozen zonder enige ervaring. Gebruikt werd de zogenaamde Holwerda-methode, het graven van lange sleuven, gedeeltelijk parallel aan elkaar en gedeeltelijk kruisend. Zo kon met relatief weinig graafwerk een goede indruk worden gekregen van een eventuele nederzetting. Het lukte Holwerda zo, de plattegrond van de nederzetting bloot te leggen, verschillende bouwperioden te onderscheiden met verschillende huizengroepen die door rondlopende palissaden waren beschermd. Net als Pabon deed Holwerda diverse vondsten, niet de verwachte resten van Romeinse stenen gebouwen, maar die van een "inheemschen nederzetting" van "groote armelijkheid", zo schreef hij in 1938.. De gevonden Bataafse nederzetting lag binnen een groot vierkant omgeven door palissades (een omheining van aaneengesloten houten palen). Daarbinnen lag weer een kern-vierkant. Holwerda leidde uit het grillige verloop van palissades en greppels af hoe de nederzetting gegroeid was. Ook herkende hij bepaalde huizentypen, waaronder eenvoudige paalhutten maar ook menige "typische langgerekte Germaanse woningen". In het centrale vierkant trof hij een groot vierkant gebouw aan dat hem sterk deed denken aan een eenvoudige Romeinse villa; het had 3 lange vertrekken met daarachter een lang smal vertrek over de hele breedte. Tussen de diverse palissades herkende hij een gang naar het centrale deel van de nederzetting. Hij vond ook een gering aantal Romeinse potjes in met as en botten gevulde brandgraven. Dit "goedkope Romeinse goed" duidde erop dat het door de Bataafse nederzetting was geïmporteerd, volgens Holwerda. Holwerda dateerde deze Bataafse nederzetting vanaf de tijd van Hadrianus tot het midden van de derde eeuw na Chr. De opgravingen gaven aanleiding met een slag om de arm te veronderstellen, dat deze nederzetting Lugdunum Batavorum kan zijn geweest en niet Leiden zoals eeuwenlang werd aangenomen.
Nadat Holwerda zijn opgravingen had verricht ruimde hij het terrein niet op. De sleuven bleven nog tientallen jaren open liggen en allerlei verzamelaars konden hun slag slaan; dat gebeurde vooral in de jaren 40. Met de aanleg van een gemeentelijk kampeerterrein in 1954 werden de meeste sleuven weer dichtgemaakt; de laatste sleuven volgden bij een uitbreiding van het kampeerterrein in 1962.

### Afdeling archeologie Gemeente Den Haag
De archeologen Waasdorp en Zee van de afdeling Archeologie gemeente Den Haag, analyseerden vijftig jaar later vondsten uit de periode nà Holwerda. Samen met nieuwe opgravingen van de afdeling Archeologie van Den Haag in de periode 1993-1997 werd een andere betekenis van de archeologische resten van Ockenburgh duidelijk. Dat leverde andere conclusies op dan die van Holwerda, die de ontgraven grond nauwelijks had onderzocht. Hij was vooral een grondsporenspecialist en had belangstelling voor aardewerk; als vondsten had hij diverse stukken aardewerk (waarvan 8 met leesbare graffiti), één gesneden steen en zeventien munten gerapporteerd. Maar geen militaria, met uitzondering van enkele speerfragmenten. In het zand dat door hem uit de sleuven was opgeworpen werd later nog een grote hoeveelheid objecten gevonden: tientallen munten, bronsbeslag, fibulae (mantelspelden), een bronzen beeldje en elf gesneden stenen. Ook werden militaria gevonden, waaronder acht militaire fibulae en delen van militaire uitrustingen: een speerpunt, zwaardschedebeschermers, een zwaardriemhouder, gespen en diverse bronzen beslagplaatjes.
Mede door deze nieuwe vondsten en inzichten herleefde de belangstelling voor deze vindplaats en kreeg de afdeling Archeologie van de gemeente Den Haag de financiële middelen om het veldwerk voort te zetten, ditmaal grootschalig. De nederzetting bleek niet alleen inheems. De sporen van gebouwen leken niet op boerderijen van Cananefaten, de inheemse bevolking. Armelijk was het evenmin: er werd wederom Romeins aardewerk, munten, militaria, bronzen voorwerpen en sieraden gevonden. Het belangrijkst was de ontdekking van een klein fort aan de rand van de nederzetting.

## Romeins mini-fort
Met de vondst van een Romeins fort(je) werd het vermoeden bevestigd dat Ockenburgh een vicus moest zijn geweest: een nederzetting bij een Romeinse militaire installatie.
Het fort (mini-castellum) was gebouwd van hout en leem. Het materiaal zelf bleek vergaan; alleen de sporen ervan zijn in de grond teruggevonden. Toch kon een reconstructie van het fort worden gemaakt. Het blijkt dat er Romeinse ruiters gelegerd waren. De gracht om het fort was het best bewaard. Het was een zogenaamde spitsgracht met een V-vormig profiel; er waren sporen te zien van een bekleding met planken. Het was gebruikelijk om met de grond uit de gracht een wal op te werpen met daarop een palissade en een weergang. De gracht omsloot een terrein van ongeveer 42 bij 44 meter. Waarschijnlijk stond er een U-vormig gebouw voor de manschappen en de commandant. Het zuidelijk deel van deze barakken is het best bewaard gebleven. Ook veel andere vondsten tonen aan dat hier militairen gelegerd waren, zoals de vele en kleine spijkertjes afkomstig van schoenen met een bespijkerde zool, typisch soldatenschoeisel. Zo ook een bronzen beslag in de vorm van een boomblad, zoals door ruiters gebruikt, en aardewerken scherven met ingekraste letters. Dit soort graffiti is kenmerkend voor soldaten; het zijn eigendomsmerktekens die vaker in forten worden gevonden.
Eén aardewerkfragment is bijzonder omdat het ook de eenheid vermeldt waarin de soldaat diende: het Cohors Britonum: een legeronderdeel dat oorspronkelijk in Engeland geformeerd was. Mogelijk bemande een deel hiervan het fort bij Ockenburgh. Dit idee wordt versterkt door de vondst van een mantelspeld die in Engeland is gemaakt en die in Nederland zeldzaam is.

### Archeologische veronderstellingen
Het fort is maar ten dele onderzocht: alleen de zuidwesthoek van de gracht en ongeveer een kwart van de bebouwing werden opgegraven. De aangetroffen resten boden voldoende inzicht om, zoals ten aanzien van de U-vorm van de bebouwing, het bovenstaande archeologisch wetenschappelijk te veronderstellen. Die mogelijke U-vorm leidt op grond van een door de Duitse archeoloog Christian Fleer opgestelde typologie van Romeinse mini-forten tot de daaropvolgende veronderstelling dat het fort slechts één poort had; dat die poort zich tegenover de open binnenhof van het gebouw bevond, en dat de versterking van gracht en wal zowel vierkant als rechthoekig geweest kan zijn. Dit type mini-fort noemt men het Neuwirtshaus-type.
Voortbouwend op deze vermoedens zou het U-vormige gebouw een indeling met vermoedelijk drie of vier contubernia per gebouwvleugel hebben gehad. Het centrale tussenstuk zou gereserveerd geweest kunnen zijn voor de centurio en meer algemene zaken. Dit is echter speculatief: er is te weinig van dit tussenstuk bekend voor een degelijke hypothese. De theorie van 6 tot 8 man per contubernium zou leiden tot een bezetting van 36 tot 48 man. Als gerekend wordt met een woonoppervlak van 4 tot 5 m² per man, zou de bezetting 30 tot 37 soldaten bedragen, want het totale oppervlak van de 8 contubernia van Ockenburgh is rond de 170 m². Eén contubernium bleek verdeeld in 2 gelijke ruimtes; dit is een indeling die wel voorkomt bij ruitereenheden. Een van die twee kleine ruimtes is weer gesplitst in 2 nog kleinere ruimtes, die misschien als stalboxen kunnen worden geïnterpreteerd. In het fort zou dan plaats geweest zijn voor 16 ruiters; precies een halve turma, de standaard ruitereenheid in het Romeinse leger. De eenheid is in dat geval mogelijk een zogenaamde Cohors Equitata geweest; een gemengde eenheid van ruiters en infanterie. In dat geval zal het aantal manschappen kleiner geweest zijn dan de 30 - 48 als hierboven genoemd.

## Paardengraven
Een andere aanwijzing dat het fort ook ruiters heeft bevat zijn de drie paardengraven die rond het fort zijn gevonden.  Waarschijnlijk liggen er nog meer paardenskeletten in de grond. Er zijn aanwijzingen dat de paarden bij dit fort hoorden. De drie paarden waren groot voor die tijd en zulke dieren waren in trek bij de ruiterij. Een paard had een ernstige vergroeiing aan de ruggengraat; wellicht door het dragen van een ruiter met een zware wapenrusting.

## De positie van het fort binnen het Romeinse Rijk

Kaart van het gebied rond Den Haag in de tweede eeuw na Chr.

De landgrens van het Romeinse Rijk was overal beveiligd met militaire installaties. In Nederland zijn langs de Oude Rijn, de noordgrens van het Rijk, veel forten teruggevonden, doch langs de kust niet. Van Romeinse schrijvers is evenwel bekend dat aanvallers vanuit het noorden en via de zee het Rijk binnendrongen en tot in België dorpen plunderden. De Romeinen losten dit probleem in eerste instantie op met ruiters, die zich snel konden verplaatsen. Op die manier waren er maar weinig soldaten nodig om een groot gebied te beveiligen. Rond het jaar 175 na Chr. lijkt de dreigingsintensiteit te zijn toegenomen. Dat kan voor veranderingen in het verdedigingsconcept hebben gezorgd.
De vondst van het fort bij Ockenburgh toont aan dat de Romeinen op een gegeven moment ook langs de kust een verdedigingssysteem hadden opgezet. Van deze kustverdediging is maar weinig teruggevonden omdat in de Romeinse tijd de kustlijn veel verder naar het westen lag; in de afgelopen 2000 jaar is veel kustlijn weggeslagen. Militaire versterkingen die direct aan de kust lagen zijn daarbij zeker verloren gegaan. Maar Fort Ockenburgh toont dat er ook versterkingen achter de kustlijn waren. Behalve Ockenburgh zijn er aan de Scheveningseweg in Den Haag en bij Meijendel in Wassenaar ook vondsten gedaan die erop wijzen dat daar mogelijk forten hebben gestaan.